# Ołeksandr Honczar
Ołeksandr Borysowycz Honczar (ukr. Олександр Борисович Гончар; ur. 25 lutego 1980 we wsi Szczasływe, w obwodzie kijowskim, zginął 16 sierpnia 2023) – ukraiński piłkarz, grający na pozycji obrońcy, a wcześniej pomocnika.

## Kariera piłkarska

### Kariera klubowa
Wychowanek miejscowego klubu Borysfen Boryspol, w którym rozpoczął karierę piłkarską. W rundzie wiosennej sezonu 1999/2000 został wypożyczony do Prykarpattia Iwano-Frankowsk, w barwach którego zadebiutował w Wyższej lidze Ukrainy. Podczas przerwy zimowej sezonu 2000/01 przeniósł się do Worskły Połtawa. Od wiosny 2002 przestał trafiać do podstawowej jedenastki Worskły, dlatego latem powrócił do Borysfena. Pomógł drużynie awansować w następnym roku do Wyższej Lihi, w której występował do 2005 roku. W międzyczasie grał krótko na wypożyczeniu w zespołach Desna Czernihów i Boreks-Borysfen Borodzianka. Po tym jak Borysfen spadł z Wyższej Lihi, w lipcu 2005 przeszedł do Metalista Charków. Podczas przerwy zimowej sezonu 2005/06 klub postanowił anulować kontrakt i Honczar został piłkarzem Zorii Ługańsk, z którą awansował do Wyższej Lihi. Od 2007 przeszedł występował w klubach Kniaża Szczasływe, FK Ołeksandrija, FK Połtawa i Nafkom Browary. Latem 2009 przeszedł do Nywy Tarnopol.
Zginął jako żołnierz podczas wojny rosyjsko-ukraińskiej.

## Sukcesy

### Sukcesy klubowe
- mistrz Pierwszej Lihi Ukrainy: 2006
- wicemistrz Pierwszej Lihi Ukrainy: 2003